# ISO 3166-2:TJ
ISO 3166-2:TJ es la entrada para Tayikistán en ISO 3166-2, parte de los códigos de normalización ISO 3166 publicados por la Organización Internacional de Normalización (ISO), que define los códigos para los nombres de las principales subdivisiones (p.ej., provincias o estados) de todos los países codificados en ISO 3166-1.
En la actualidad, para Tayikistán los códigos ISO 3166-2 se definen en 3 entidades geográficas.
Cada código consta de dos partes, separadas por un guion. La primera parte es TJ, el código para Tayikistán de la ISO 3166-1 alfa-2. La segunda parte tiene dos letras.

## Códigos actuales
Los nombres de las subdivisiones se ordenan según el estándar ISO 3166-2 publicado por la Agencia de Mantenimiento ISO 3166 (ISO 3166/MA).
Pulsa sobre el botón en la cabecera para ordenar cada columna.
| Código | Nombre de la subdivisión (tg) | Nombre de la subdivisión (es) | Caregoría de la subdivisión                      |
| ------ | ----------------------------- | ----------------------------- | ------------------------------------------------ |
| TJ-DU  | Dushanbe                      | Dusambé                       | territorio de la capital                         |
| TJ-GB  | Kŭhistoni Badakhshon          | Alto Badajshán                | región autónoma                                  |
| TJ-KT  | Khatlon                       | Khatlon                       | región                                           |
| TJ-SU  | Sughd                         | Sughd                         | región                                           |
| TJ-RA  | nohiyahoi tobei jumhurí       | nohiyahoi tobei jumhurí       | distritos bajo la administración de la República |

## Cambios
Los siguientes cambios a la entrada figuran el la lista del catálogo en línea de la ISO:
| Fecha real del cambio | Breve descripción del cambio | Cambio de código o subdivisión                                             |
| --------------------- | --- | -------------------------------------------------------------------------- |
| 2017-11-23            | Cambia el nombre de la subdivisión de TJ-RA; cambia la definición del nombre de la categoría en inglés y tayiko; se actualiza la fuente de la lista; modificación de la parte a destacar 2 en inglés                                                          | Cambio ortográfico:TJ-RA Nohiyahoi Tobei Jumhurí → nohiyahoi tobei jumhurí |
| 2016-11-15            | Modificación de la parte a destacar 2; se añade la definición de categoría Distrito bajo la Administración de la República en inglés, francés y tayiko; se añade el Distrito bajo la Administración de la República TJ-RA; se actualiza la fuente de la lista | Subdivisiones añadidas:TJ-RA Nohiyahoi Tobei Jumhurí                       |
| 2015-02-12            | Se elimina la referencia a Dushanbe en la parte a destacar 2; corrección ortográfica de DU |                                                                            |
| 2014-11-03            | Se añade 1 territorio de la capital TJ-DU | Subdivisión añadida:TJ-DU                                                  |

Los siguientes cambios de entradas han sido anunciados en los boletines de noticias emitidos por el ISO 3166/MA desde la primera publicación del ISO 3166-2 en 1998, cesando esta actividad informativa en 2013.
| Informe     | Fecha de emisión | Descripción del cambio reportado | Cambio de código o subdivisión                                             |
| ----------- | ---------------- | --- | -------------------------------------------------------------------------- |
| Boletín I-4 | 2002-12-10       | Cambia el nombre de una región. Se borra una región. Se introduce una forma de nombre en tayiko. Reordemación de la cabecera de categorías de subdivisión | Subdivisión borrada:TJ-KR Karategin Códigos: TJ-LN Leninabad → TJ-SU Sughd |